# Педралва (Брага)
Педралва (порт. Pedralva) — район (фрегезия) в Португалии, входит в округ Брага. Является составной частью муниципалитета Брага. Находится в составе крупной городской агломерации Большое Минью. По старому административному делению входил в провинцию Минью. Входит в экономико-статистический субрегион Каваду, который входит в Северный регион. Население составляет 1150 человек на 2001 год. Занимает площадь 8,20 км².
Покровителем района считается Иисус Христос (порт. Divino Salvador).